# Obesidad por deficiencia congénita de leptina
La deficiencia congénita de leptina es una enfermedad poco frecuente. Los niños afectados nacen con peso normal, pero presentan desde la infancia temprana un apetito exagerado (hiperfagia) que les ocasiona obesidad severa y diferentes complicaciones.

## Incidencia
Se presenta menos de un caso por cada millón de nacimientos.
Se ha descrito en menos de 30 pacientes.

## Fisiopatología

Deficiencia congénita de leptina se transmite con un patrón autosómico recesivo

La ausencia congénita de leptina es una enfermedad hereditaria monogénica que se transmite según un patrón autosómico recesivo. Está causada por una mutación en el gen LEP situado en el cromosoma 7 humano que provoca la ausencia de leptina en sangre. Esta hormona es producida en condiciones normales por las células grasas (adipocitos) y provoca la supresión del apetito, entre otras funciones.

## Síntomas
Además de la obesidad de inicio precoz, se produce aumento en la producción de insulina (hiperinsulinismo), hipotiroidismo de origen hipotalámico y ausencia de pubertad debida a un hipogonadismo por deficiencia de hormonas gonadotróficas (hipogonadismo hipogonadotrófico). Pueden presentarse diferentes complicaciones derivadas de la obesidad, entre ella la aparición de diabetes mellitus.

## Diagnóstico
El diagnóstico puede sospecharse por los síntomas y se confirma mediante un análisis de sangre que demuestra la ausencia de leptina en suero. El diagnóstico genético se realiza demostrando la existencia de una mutación en el gen LEP del cromosoma 7 humano.

## Tratamiento
El tratamiento se basa en la administración diaria por vía subcutánea de leptina humana o análogos, lo que provoca la desaparición progresiva de los síntomas, reducción de la obesidad y disminución del apetito.